# Löa hytta

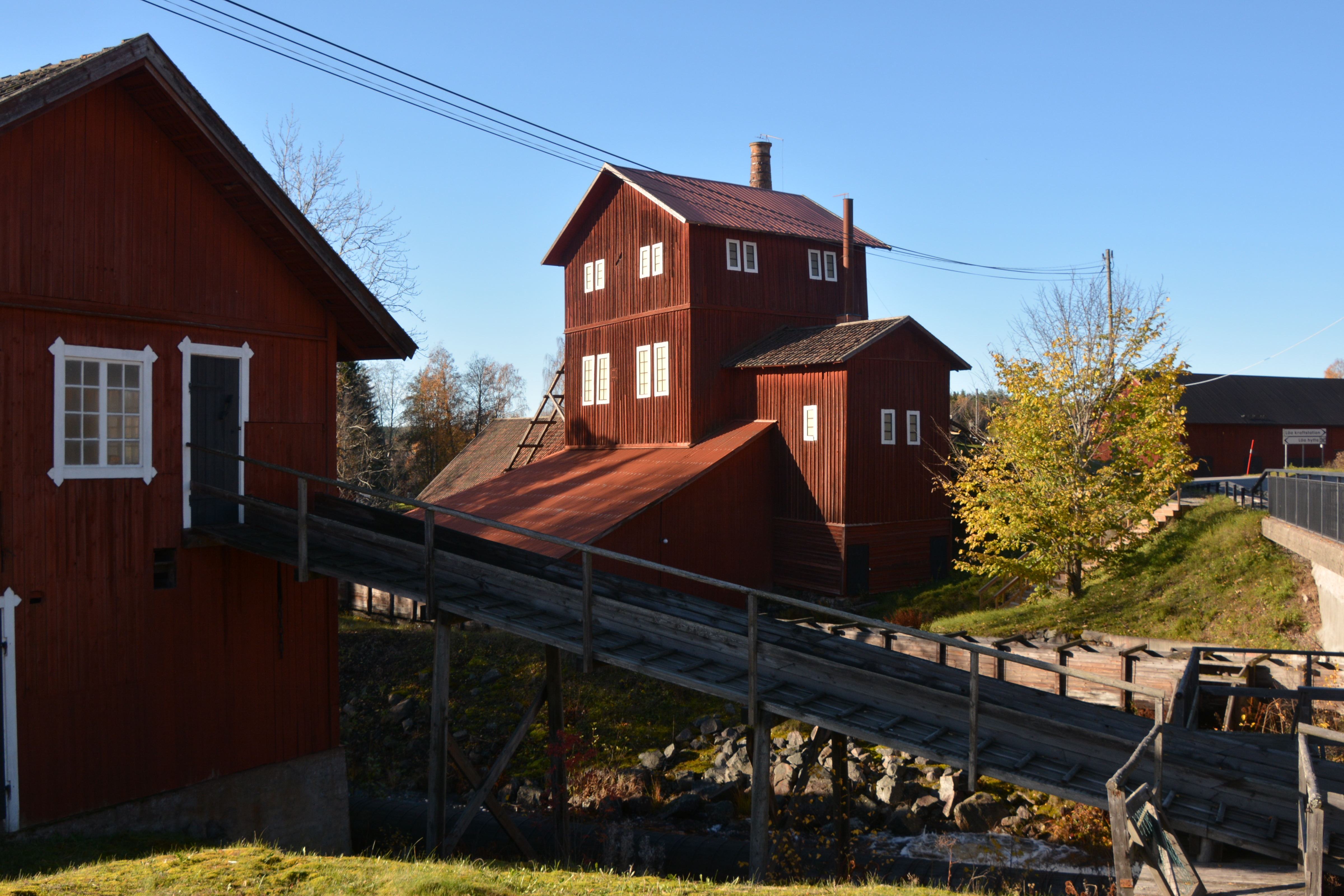
Löa hytta

Löa hytta är en bevarad hyttanläggning  i Löa i Lindesbergs kommun.
Mycket tyder på att Löa hytta tillkom redan på 1300-talet. I skriftliga källor omtalas hyttan första gången 1538, den rätande då ett fat osmundsjärn årligen. Hyttan hade 1539 elva brukare. Senare under seklet, omkring 1570, delades byn i två hyttelag i och med att Västra Löa hytta kom till. Den nya hyttan placerades ett stycke nedströms Storåån där senare Löa kvarn anlades. 1625 anges årsproduktionen ligga på omkring 250 skeppspund stångjärn. Någon gång efter 1609 började man även smida tackjärnet till stångjärn, Löa hammare, som även kallades Rällså hammare, anlades någon halvmil väster om byn där sjön Rälln bildade ett vattenfall vid sitt utlopp till Norrsjön. Den årliga produktionen av stångjärn uppgick 1636 till omkring 200 skeppspund årligen. Hammarsmedjan lades ned på 1870-talet.
Hyttan i Västra Löa lades ned 1769, men Östra Löa fortsatte att förbättra masugnen, som på 1840-talet försågs med blåsmaskin och värmeapparat. En effektivare masugnsbröst med blästerledning murades upp 1855, och samtidigt anlade man en gasrostugn av Westmans konstruktion. Den nuvarande hyttan härstammar från 1876, då den gamla mulltimmerhyttan ersattes. Effektiviteten ökade drastiskt, och på 1890-talet kunde man komma upp i en produktion av 10 ton järn per dygn. Lönsamheten minskade trots detta, och 1907 tvingades hyttan lägga ned.
I anläggningen ingår också en kvarn och en såg. Byggnaderna är i mycket gott skick. De renoverades 1972-73.
Järnmalm hämtades bland annat från Stråssa och Blanka gruvor. Vattenkraft utnyttjades från ett biflöde till Storån.
Löa hytta nedblåstes (stängdes) för gott år 1907, men byggnaderna ägs fortfarande av hyttlaget, det vill säga invånare i Löa.
År 1970 förklarades Löa hytta som byggnadsminne.

## Bildgalleri

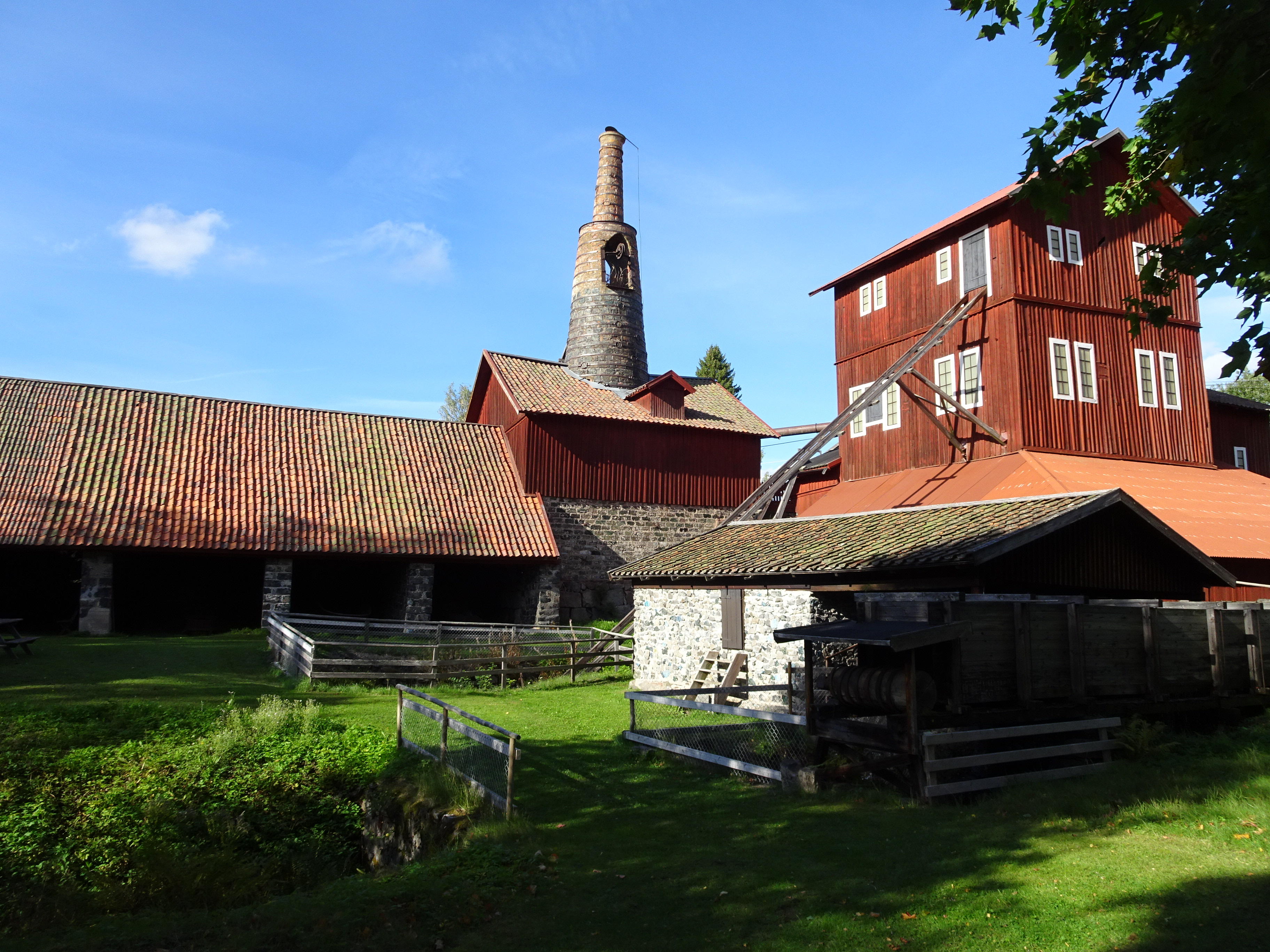
Löa hytta
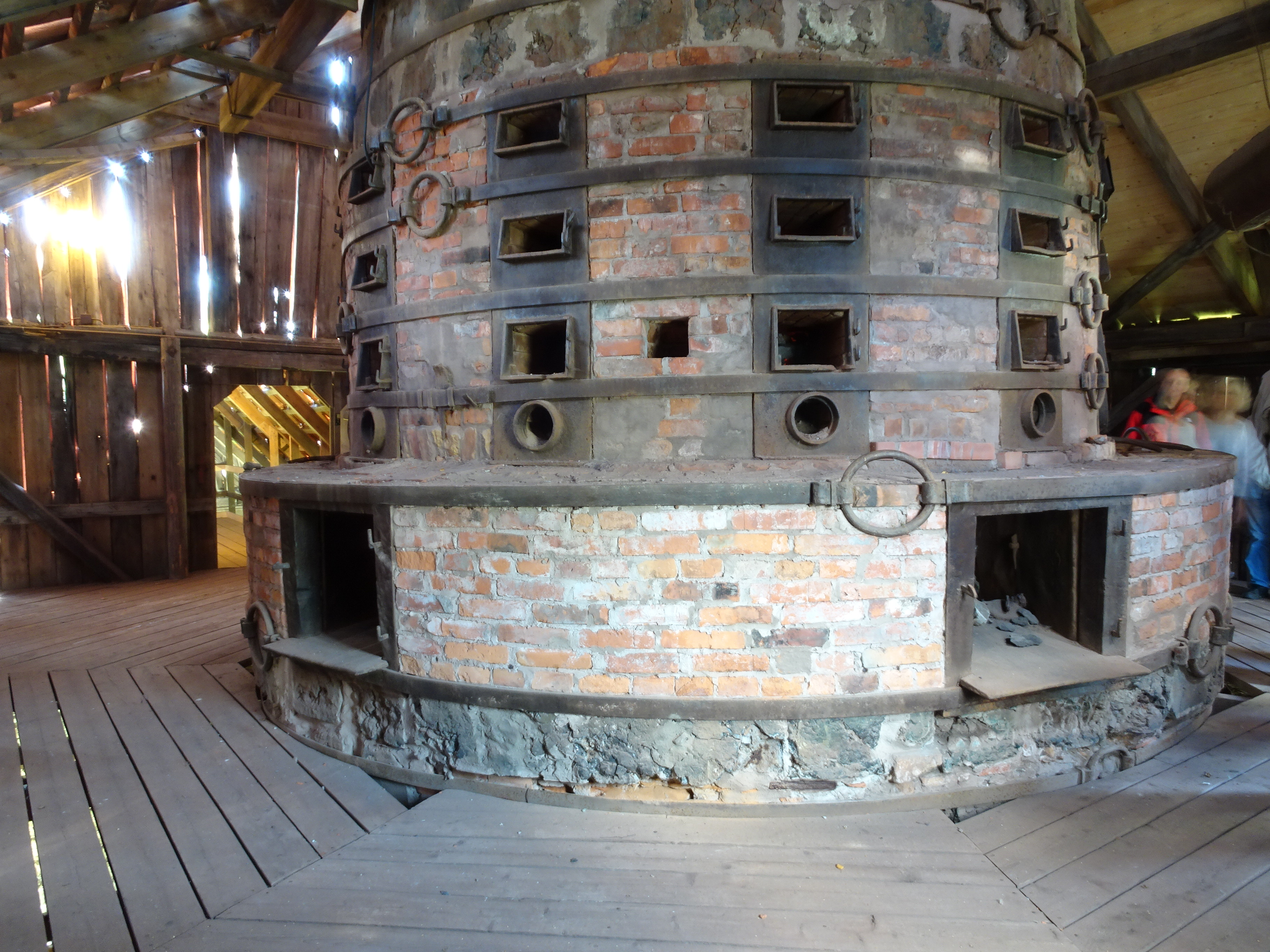
Rostugnen, malmbåsen skymtar i bakgrunden
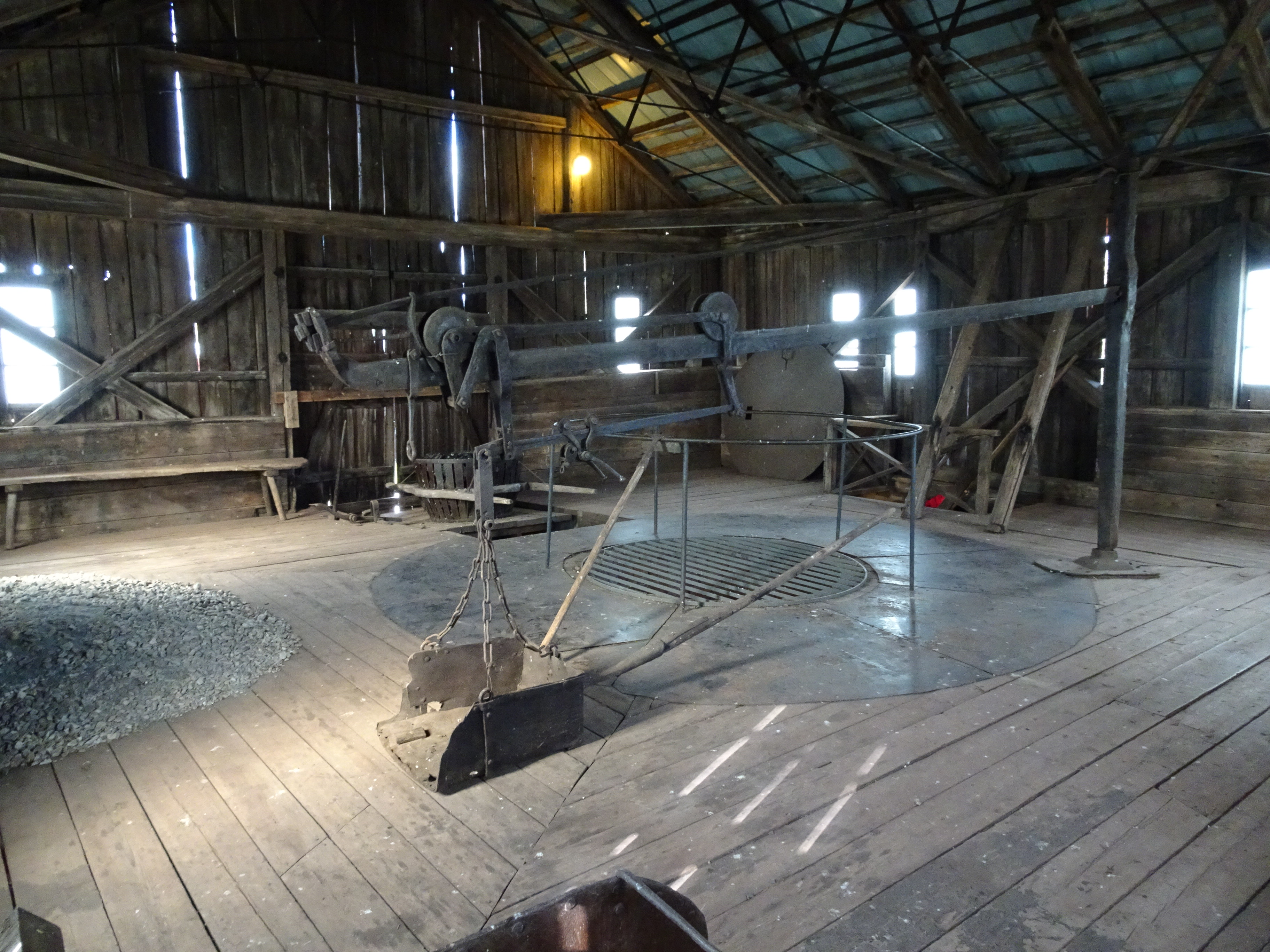
Masugnskransen med uppsättningsmålet där de heta lågorna slog upp och  träkol och malm släpptes ner.
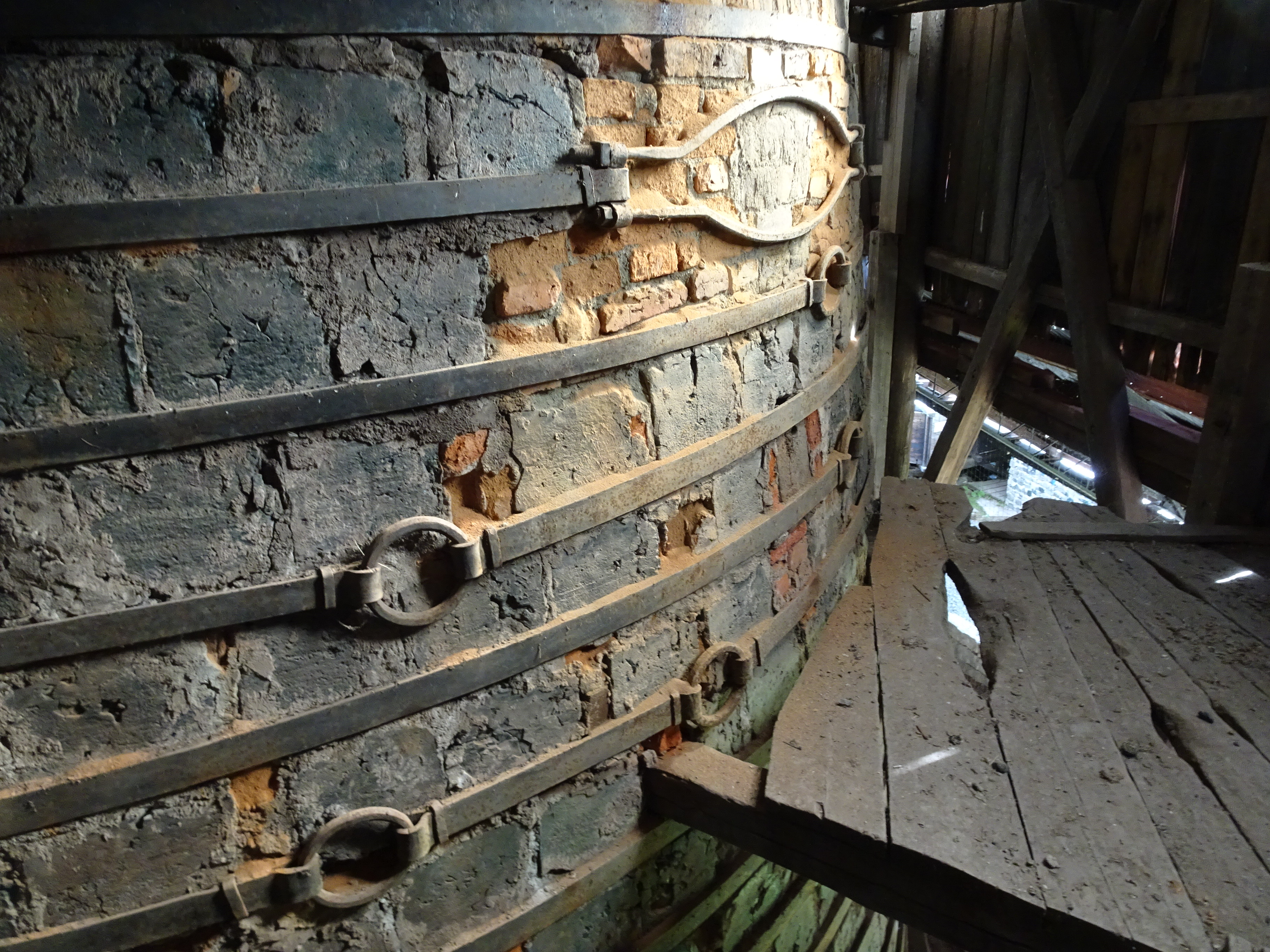
Blästluft matades in genom en forma i det nu igenmurade hålet i den ovala fjädern.
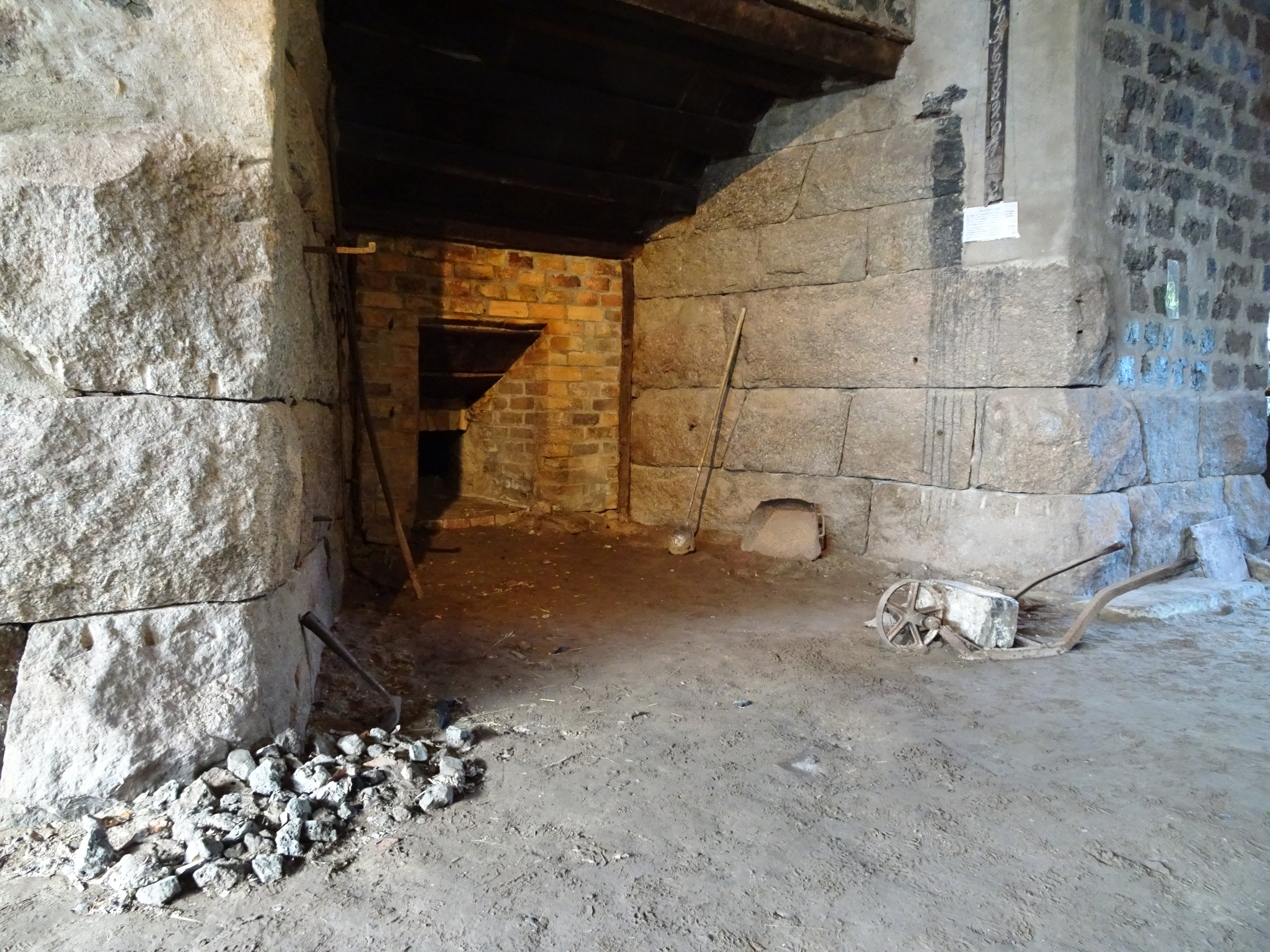
Utslagsbröstet (i masugnens botten där smält järn tappas ut). Vagn med slaggsten.
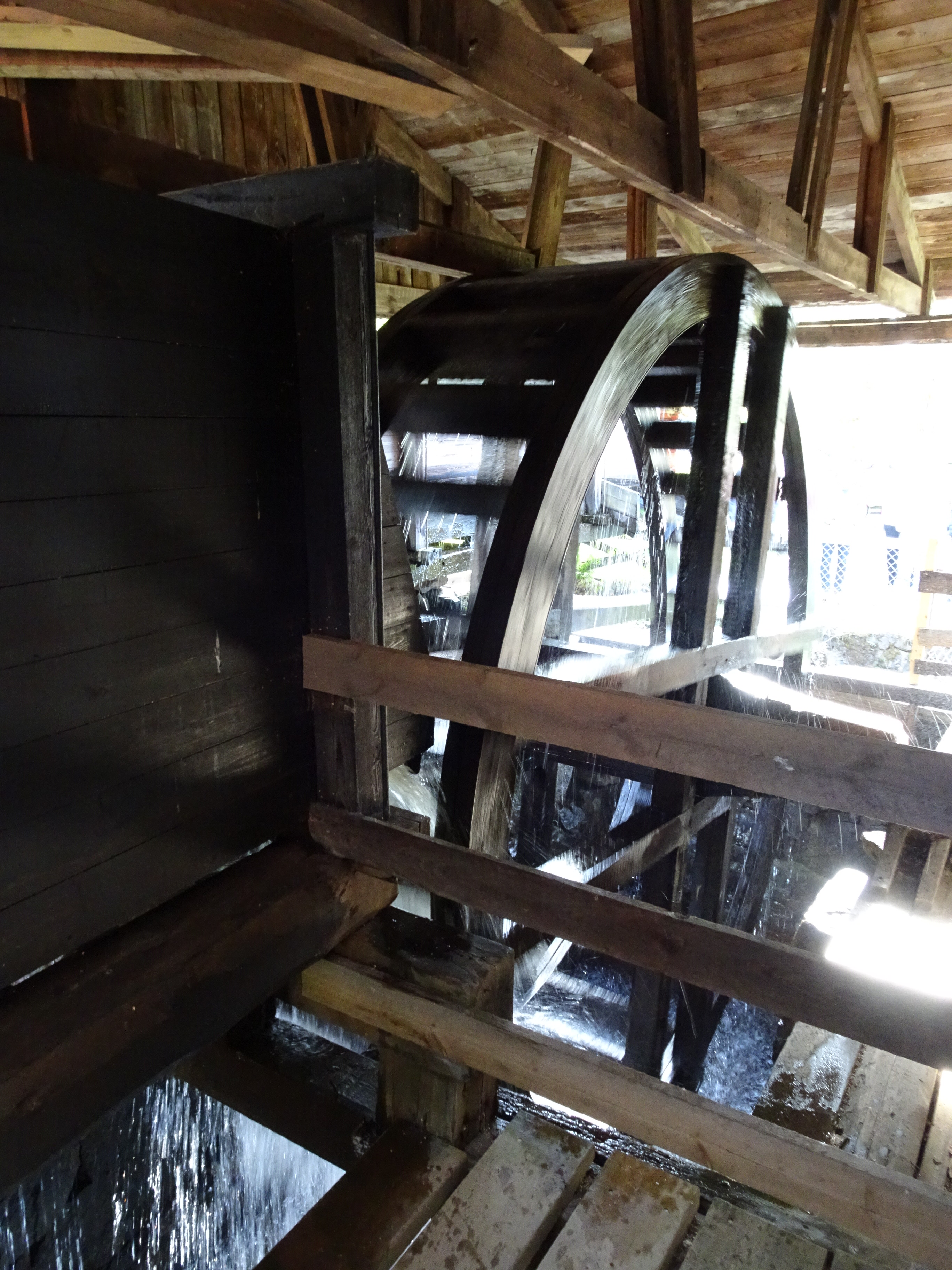
Körning av vattenhjulet som drev lyftanordningar.